# Salta (Argentina)
Salta és la capital de la província de Província de Salta a l'Argentina. Té una població de 535.303 habitants, sent la ciutat més poblada de la província i la setena del país. La seva àrea metropolitana, denominada Gran Salta, la formen onze municipis i té a una població de 554.125 habitants. Constitueix un important pol cultural i turístic. Està situada a l'est de la serralada dels Andes, a la vall de Lerma, a 1187 m, molt a prop del naixement del Riu Mojotoro i creuada pel riu Arenales.